# Ljudmila Nikojan
Ljudmila Nikojan, arm. Լյուդմիլա Նիկոյանը (ur. 1 sierpnia 1979 w Rosji) – rosyjska i ormiańska tenisistka, reprezentantka Armenii w Pucharze Federacji.

## Kariera tenisowa
W karierze wygrała cztery turnieje deblowe rangi ITF. 9 października 2000 zajmowała najwyższe miejsce w rankingu singlowym WTA Tour – 500. pozycję, natomiast 15 maja 2000 osiągnęła najwyższą lokatę w deblu – 347. miejsce.
W 2001 roku po raz pierwszy reprezentowała Armenię w zmaganiach o Puchar Federacji. W latach 2001–2010 łącznie rozegrała 28 meczów, z czego zwyciężyła w 21 spotkaniach.
Po zakończeniu zawodowej kariery zaczęła grać w plażową odmianę tenisa. Wielokrotnie triumfowała w turniejach. W rankingu sklasyfikowana była najwyżej na 14. miejscu (21 sierpnia 2017).

## Wygrane turnieje rangi ITF
| turnieje z pulą nagród 100 000 $ |
| turnieje z pulą nagród 75 000 $  |
| turnieje z pulą nagród 50 000 $  |
| turnieje z pulą nagród 25 000 $  |
| turnieje z pulą nagród 10 000 $  |

### Gra podwójna
|    | Data       | Turniej        | Naw.    | Partnerka           | Przeciwniczki                       | Wynik       |
| 1. | 30/04/2000 | Cerignola      | Ceglana | Marija Bobojedowa   | Maria Elena Camerin Mara Santangelo | walkower    |
| 2. | 28/07/2002 | Horb am Neckar | Ceglana | Swietłana Mosiakowa | Ruxandra Marin Delia Sescioreanu    | 7:6(4), 6:1 |
| 3. | 02/07/2006 | Amarante       | Twarda  | Lucia Gonzalez      | Natalja Pierwicka Jenny Swift       | 6:1, 6:2    |
| 4. | 22/02/2009 | Portimão       | Twarda  | Diana Isajewa       | Raquel Piltcher Roxane Vaisemberg   | 7:6(5), 6:3 |